# Philemon diemenensis
Philemon diemenensis là một loài chim trong họ Meliphagidae.